# Vesicularia trullifolia
Vesicularia trullifolia är en bladmossart som beskrevs av C. Müller 1901. Vesicularia trullifolia ingår i släktet Vesicularia och familjen Hypnaceae. Inga underarter finns listade i Catalogue of Life.